# Posag
Posag – kapitał, majątek wnoszony mężowi przez żonę przy zawieraniu małżeństwa.

## Recepcja w świecie
W wielu kulturach posag bądź wiano do dziś odgrywają istotną rolę społeczną.

### Starożytny Rzym
W prawie rzymskim, majątek otrzymywany przez męża w celu ułatwienia ponoszenia kosztów utrzymywania małżeństwa (łac. onera matrimonii), żony i rodziny oraz zabezpieczenia żony i dzieci w razie rozwiązania małżeństwa, nosił nazwę dos (dopełniacz: dotis).

### Indie
W Indiach do dziś panuje zwyczaj przekazywania posagu, który choć został tam zdelegalizowany w 1947 roku; staje się jednak podstawą żądań i w konsekwencji przyczyną przeszło 8 tysięcy zabójstw kobiet rocznie w tym kraju.

### Islam
W islamie występuje obyczaj mahr – dar ślubny, który otrzymuje panna młoda od męża.

### Polska
Jeżeli żona nie miała posagu, prawo polskie wyznaczało jej pewną sumę z majątku męża. Był to tzw. zawieniec (pro crinili). Natomiast to, co mąż zapisywał żonie, nazywano przywiankiem.
Dawne prawo polskie, zostawiając wysokość posagu zwyczajowi, zastrzegało, aby był dla męża użyteczny i aby po jego śmierci dostarczył utrzymania dla żony. Żona po śmierci męża była bowiem zobowiązana rodowi zmarłego oddać jego zbroję, rynsztunek rycerza i konie, wydzieliwszy te, na których za życia męża jeździła.
W średniowiecznej Polsce posag otrzymywała dziewczyna wychodząca za mąż od ojca lub opiekuna. Wnosiła go do nowego gospodarstwa. Stanowił część majątku rodzinnego należnego córce (stąd kobieta zwykle nie miała prawa do spadku po rodzicach). Zabezpieczeniem posagu przez męża było wiano. Prawo uchwalone w 1496 karało żonę za cudzołóstwo utratą posagu.